# Р-808
Р-808 — авиационный бортовой ламповый радиопередатчик средне- и коротковолнового радиодиапазона для симплексной и полудуплексной связи. Также известен под шифром 1-РСБ-70М «Дунай-М». Модификация передатчика Р-807 «Дунай» для воздушных судов гражданского назначения.

## ОсновныеТТХ
- Диапазон рабочих частот: 260—1500 кГц (1154—200 м), 2 — 18,1 МГц (150 — 16.6 м)
- Модуляция: AM, CW
- Авто настройка на 10 предустановленных частот
- Выходная мощность в антенне (КВ/СВ): 25-90/150-200 вт
- Дальность действия телеграфом в диапазоне КВ (CW/AM): до 8000 / 3000 км
- Потребляемая мощность (CW/AM): 800/1000 вт
- Масса: 57.5 кг

Для обеспечения работы на средневолновом диапазоне дополнительно использовали усилительный блок типа БСВ-70.

## Источник
- Портал civil.trcvr.ru статья: Радиопередатчик «Дунай-М»